# International Plant Names Index
International Plant Names Index (IPNI)とは種子植物、シダ植物、ヒカゲノカズラ植物の名称と関連する基本文献的な詳細のデータベースである。扱っている植物名は種と属の階級において最良とされる。植物名だけでなく関連する基本文献的な詳細も含まれており、植物名に関する基本文献的情報への反復した参照の必要性を排除することが目標の一つになっている。
またIPNIでは標準化された著作者略称の一覧も扱っており、初期はBrummitt & Powell (1992)を元にしていたが、その後新たな著作者とその略称が絶え間なく追加されている。
IPNIはキューガーデン (Index Kewensis) とハーバード大学標本館、オーストラリア国立標本館（APNI）による協働作業である。IPNIのデータベースは情報の標準化に携わるこの3つの機関によって登録された名称を収集している。国際藻類・菌類・植物命名規約が推奨する標準的な著作者略称はブラムミットとポウェルのAuthors of Plant Namesが元になっているが、著作者と略称の一覧はIPNIがオンライン上でデジタル化と絶え間ない更新を行っている。
また、IPNIは承認された植物命名を規定するというよりは公開名称の索引を提供する目的で学術著作物で使用される名称を提供している。
2010年には種名の承認を決定する目的で植物名典拠という相補的なプロジェクトが開始された。
IPNIは無料で利用できる。
同種のプロジェクトには菌類の名称を収集する菌類名典拠がある。